# Hoàn Nhan Lượng
Hoàn Nhan Lượng (chữ Hán: 完顏亮, 24 tháng 2 năm 1122 - 15 tháng 12 năm 1161), tên Nữ Chân là Hoàn Nhan Địch Cổ Nãi (完顏迪古乃), tên tự Nguyên Công (元功), thụy hiệu là Kim Phế Đế (金废帝) hay Hải Lăng Dạng vương (海陵煬王), thường gọi là Kim Hải Lăng vương (金海陵王), là vị quốc chủ thứ tư của triều đại nhà Kim trong lịch sử Trung Quốc. Hoàn Nhan Lượng nổi tiếng là kẻ phong lưu.

## Thân thế
Hoàn Nhan Địch Cổ Nãi là con trai thứ hai của Liêu vương Hoàn Nhan Tông Cán, còn gọi là Oát Bản, mẹ ông là Đại thị, vợ lẽ của Cán Bản (vợ chính của Cán Bản là Đồ Đan thị). Trên ông còn có một người anh là Hoàn Nhan Sung. Oát Bản chính là con trai trưởng của Kim Thái Tổ Hoàn Nhan A Cốt Đả, nhưng theo quy định của tộc Nữ Chân người không phải do vợ chính sinh ra thì không được lập tự, do vậy ngôi đích trưởng tử của Kim Thái Tổ là Hoàn Nhan Tông Tuấn. Năm Thiên Phụ thứ 6 (1122), ngày Nhâm Dần (24 tháng 2), Địch Cổ Nãi chào đời ở phủ Liêu vương.
Trong những năm này ngôi hoàng đế của nước Kim chuyển từ Kim Thái Tổ Hoàn Nhan A Cốt Đả sang Kim Thái Tông Hoàn Nhan Ngô Khất Mãi (em Thái Tổ), sau đó Thái Tông truyền ngôi cho cháu đích tôn của Thái Tổ (tức con của Hoàn Nhan Tông Tuấn) là Hoàn Nhan Hợp Lạt hay Hoàn Nhan Đản, tức là Kim Hi Tông (1134). Năm Thiên Quyến thứ ba đời Kim Hi Tông (1139), Địch Cổ Nãi được 18 tuổi, do xuất thân tôn thất mà được phong làm Phụng Quốc Thượng tướng quân, làm Tiền nhậm sứ dưới quyền Lương vương Hoàn Nhan Tông Bật (tức Ngột Truật). Sau đó được phong làm Hành quân vạn hộ rồi Phiêu kị thượng tướng quân. Năm Hoằng Thống thứ tư (1144), gia Long Hổ Vệ thượng tướng quân, Trung Kinh lưu thủ; dời chức Quang Lộc đại phu. Sang năm sau (1145), phụ thân của ông là Oát Bản qua đời.
Sử sách đánh giá Địch Cổ Nãi là một người có bản tính tàn độc, khắc nghiệt. Ông cho rằng phụ thân mình mới là trưởng tử của Kim Thái Tổ, nên ngôi báu phải thuộc về mình, vì vậy rất không phục đương kim Kim chủ. Lúc ở Trung Kinh, ông chuyên vụ lập uy nghiêm, tìm cách thu phục lòng người. Lúc đó có Tiêu Dụ ở Mạnh An mạnh mẽ dũng cảm, không sợ nguy hiểm, Lượng bèn kết nạp làm người của mình, thường bàn về chuyên thiên hạ. Tiêu Dụ biết chí hướng của ông nên thường khuyến khích ông cử hành đại sự.

## Làm thừa tướng
Tháng 5 ÂL năm 1147, được triệu làm Đồng Phán đại tông chính sự, gia Đặc tiến. Tháng 11 cùng năm, được bái làm Thượng thư tả thừa, nắm giữ quyền bính trong triều. Ông muốn tạo thêm vây cánh cho mình, bèn tiến cử tâm phúc vào các chức vụ quan trọng, trong đó Tiêu Dụ làm Binh bộ thị lang. Một ngày nọ trong lúc yết kiến Kim chủ, bỗng nghe nói về cơ nghiệp gian nan của cố chủ A Cốt Đả, Lượng nhân đó khóc lóc thương tiếc, Kim chủ cho ông là người trung thành. Tháng 6 ÂL năm 1148 bái Bình chương chính sự. Tháng 11 ÂL cùng năm ông được phong làm Hữu thừa tướng. Đầu năm 1149 được kiêm làm Đô nguyên soái.
Ngày 24 tháng 2 là sinh thần của Lượng, Kim chủ sai nội thị Đại Hưng Quốc gửi tặng ông tranh vẽ Tư Mã Quang triều Bắc Tống và một con ngựa quý, Bùi Mãn hậu cũng góp thêm quà của mình vào, Kim chủ không vừa lòng, nghi của Lượng với Bùi Mãn hậu thông, nhưng lại không có chứng cứ. Kim chủ sai người lấy lại những món quà mình vừa tặng và đánh Đại Hưng Quốc 100 roi, khiến Lượng cảm thấy bất an và oán hận. Tuy nhiên mấy ngày sau ông lại được đổi làm Tả thừa tướng, quyền lực lớn hơn trước nhưng sau đó ông lại bị đổi phong làm Thái bảo, Lĩnh tam tỉnh sự. Ông tiếp tục lấy thân phận con cháu hoàng gia mà chiêu hiền đãi sĩ khắp nơi, mưu đồ việc lớn, Kim chủ chẳng hề hay biết. Lúc này trong cung điện của nước Kim xảy ra nhiều chuyện, từ việc xuất hiện dị tượng trên bầu trời (thái bạch phạm vào mặt trăng), rồi trong kinh sư có mưu to gió lớn, bỗng lửa từ đâu lan tới tẩm điện của Kim chủ, Kim chủ phải lánh sang điện khác. Mấy hôm sau lại thấy cảnh rồng đấu nhau ở thượng lưu Hà Thủy, Lợi châu, rồi gió lớn phá hoại nhà cửa dân chúng, quan xá làm nhiều người mất nhà, số bị chết lên tới 100. Thái sử nước Kim cho đó là những điềm bất lợi cho quân chủ, sẽ có đại thần tác loạn.
Tháng 5 ÂL năm 1149, Tả thừa tướng Hoàn Nhan Lượng được lĩnh hành thai thượng thư tỉnh sự. Tháng 9 ÂL lại được phong làm Bình chương chính sự, từ đó lại được trọng dụng. Mưu đồ soán ngôi của ông càng có cơ hội thực hiện. Khi đó Tả thừa tướng Đường Cổ Biện, Hữu thừa tướng Bỉnh Đức bị Kim chủ trút giận bằng trượng nên sinh lòng oán hận. Bọn chúng cùng với Đại lý tự khanh Ô Đạt âm mưu làm chuyện phế lập. Ô Đạt báo việc này với Lượng. Một hôm ông cùng với Đường Cổ Biện trao đổi về việc phế lập. Ông bài tỏ ý muốn tự lên ngôi. Từ đó hai người qua lại mật thiết Tả Vệ tướng quân Đặc Tư Nghi thường nói với Bùi Mãn hậu rằng Đường Cổ Biện hành động mờ ám, hậu nói với Kim chủ. Kim chủ tức giận, đánh Đường Cổ Biện bằng trượng như lại không trị tội của Lượng. Không lâu sau ông lập kế tiêu diệt Tạc vương Hoàn Nhan Nguyên. Khi đó quân sĩ Hà Nam Tôn Tiến tự xưng hoàng đệ A thiện đại vương, Kim chủ nghi ngờ việc này có dính dáng đến Nguyên, sai Đặc Tư Nghi truy xét. Lượng oán Đặc Tư Nghi mách Kim chủ việc mình với Đường Cổ Biện có qua lại, bèn gièm pha Đặc Tư Nghi. Cuối cùng Kim chủ sai Đường Cổ Biện, Tiêu Dị xét án, sau đó vào tháng 10 ÂL giết chết Đặc Tư Nghi, Tạc vương Nguyên và An Vũ quân Tiết độ sứ Trát Lạp. Lượng lại gièm pha để Kim chủ giết nốt người em của Nguyên là Đạt Lan. Từ đó Kim chủ càng cho Lượng là người trung thành nên càng tín nhiệm.

## Làm vua

### Giết vua Kim giành ngôi
Khi đó trong cung nước Kim lại xảy ra thảm sát. Vua Kim do bị Bùi Mãn hậu áp chế lâu ngày nên sinh bực tức, cuối cùng giết chết Bùi Mãn hậu. Tháng 11 ÂL, Kim chủ triệu người vợ của Tạc vương Nguyên là Tản Mão vào cung ngày đêm sủng ái, lại giết cả Đức phi Ô Khố Lý thị, Qua Nhĩ Giai thị, Trương thị... Nhân lúc cung trung rối loạn, Hoàn Nhan Lượng bắt đầu kế hoạch của mình. Ông liên kết với Bộc Tán Hốt Thổ, A Lý Xuất Hổ, nội thị Đại Hưng Quốc và Thượng thư tỉnh lệnh sử Lý Lão tăng làm nội ứng mình. Đêm ngày Đinh Tị (9 tháng 1) năm 1150, tức Kim Hoằng Thống năm thứ 9, Tống Thiệu Hưng năm 19, Bộc Tán Hốt Thổ, A Lý Xuất Hổ ở trong cung, Hoàn Nhan Lượng cùng em rể là Đồ Đan Trinh, Bỉnh Đức, Ô Đạt... hội hợp trong nhà Đường Cổ Biện. Hưng Quốc làm chìa khóa, giả chiếu lệnh của Kim chủ triệu Đường Cổ Biện. Vệ sĩ cho rằng Đường Cổ Biện là con rể của Kim chủ nên không nghi ngờ. Bọn Lượng vì thế theo chân Đường Cổ Biện tiến vào cung, dùng chìa khóa mở cửa tẩm cung. Khi đến điện môn, vệ sĩ phát hiện có điều mờ ám nhưng lại bị Đường Cổ Biện dọa nạt chẳng dám làm gì. Khi họ tới tẩm điện, Kim chủ nghe tiếng bước châ mới biết là có biến, bèn định bỏ chạy. Hoàn Nhan Lượng cùng tất cả tùy tùng đem đao xông vào. Vua Kim vội vã tìm đao chống lại, nhưng không thấy đâu (vì Đại Hưng Quốc đã giấu đi). Ngạch Liệt Sở Khắc tiến lên trước, rồi Tư Cung cũng xông vào chém vua Kim ngã lăn xuống đất. Lượng đích thân bồi thêm vài nhát thì Hi Tông mới chết hẳn. Giết xong vua Kim, Hoàn Nhan Lượng và chúng tướng ra khỏi cung, vào đại sảnh. Rồi ông giả lệnh vua Kim muốn lập hoàng hậu mà triệu chư vương đại thần đến. Tào Quốc vương Hoàn Nhan Tông Mẫn nghe tin không muốn đi nhưng rốt cục thì cũng vào cung. Vừa đến nơi thì Kim chủ Lượng đã sai Tư Cung giết chết. Tả thừa tướng Hoàn Nhan Tông Hiền cũng bị giết luôn, còn Tham tri chính sự Tiêu Tứ bị phế và bị cấm cố.
Hoàn Nhan Lượng lên ngôi (9 tháng 1 năm 1150), ông truy phế vua cũ là Đông Hôn vương, lấy Bỉnh Đức là Tả thừa tướng kiêm Thị trung, Đường Cổ Biện là Tả thừa tướng Kiêm Trung thị lệnh, Ô Đạt là Bình chương chính sự, Bộc Tán Hốt Thổ là Tả phó điểm kiểm, A Lý Xuất Hổ làm Hữu phó điểm kiểm, Đồ Đan Trinh Tả Vệ tướng quân, Đại Hưng Quốc làm quảng Ninh doãn, sáu kẻ đều được ban thiết khoán. Các đại thần từ Thái sư Lĩnh tam tỉnh sự Hoàn Nhan Úc 20 người tiến tước, tặng chức Các hữu sai.
Ngày 11 tháng 1, đổi niên hiệu Hoằng Thống năm thứ 9 thành Thiên Đức năm đầu. Lấy Nhuế vương Hanh con Lương vương Ngột Truật làm Hữu Vệ tướng quân để làm đối trọng với các con của Kim Thái Tông có thế lực lớn trong triều. Ngày 14, tôn cha là Oát Bản (Hoàn Nhan Tông Cán) là Đức Tông hoàng đế, nơi ở cũ của Tông Cán là Hưng Thánh cung.

### Trị vì thời kì đầu (1150 - 1154)
Lúc còn làm tể tướng, Hoàn Nhan Lượng đã e ngại về các con của Kim Thái Tông có quá nhiều quyền lực, thường cùng Đường Cổ Biện và Bỉnh Đức bàn cách. Nhưng sau khi soán vị ông thay đổi thái độ với hai người này; lại bí mật bàn bạc với Tiêu Dụ để giết chết hết hậu duệ của Thái Tông, nhưng chưa biết lấy lý do gì. Tiêu Dụ gợi ý cho ông nên giả cáo trạng Tiêu Ngọc - người gần gũi với Hoàn Nhan Tông Bổn (con trai Kim Thái Tông) - tố cáo Tông Bổn mưu phản. Kim chủ làm theo, cho triệu Tông Bổn vào triều. Khi Tông Bổn cùng em là Phán Đại Tông chính sự Hoàn Nhan Tông Mĩ đến nơi, Kim chủ lập tức cho giết chết. Tiêu Dụ lại cho triệu Tiêu Ngọc. Tiêu Ngọc bị ép phải viết tờ cáo trạng tố cáo Bỉnh Đức, Đường Cổ Biện, liên kết với Tông Bổn làm phản. Kim chủ nhận được tờ cáo trạng, rất hoan hỉ, bèn lập tức hạ lệnh giết chết bọn Đông Kinh lưu thủ Hoàn Nhan Tông Ý, Bắc Kinh Lưu thủ Hoàn Nhan Tông Biện, tổng cộng hạ sát hơn 70 người con cháu Kim Thái Tông khiến ông này tuyệt tự kể từ đó. Kim chủ lại nghe lời gièm của Ô Đạt sai giết chết cả Đường Cổ Biện và Bỉnh Đức, mà Bỉnh Đức chính là cháu nội của Niêm Một Hát (Hoàn Nhan Tông Hàn), một tướng soái quyền nghiêng triều dã dưới thời Thái Tông. Cho nên Kim chủ cũng nhân việc này giết chết hơn 30 người con cháu của Niêm Một Hát, khiến Một Hát bị tuyệt tự. Rồi sau đó Kim chủ giết tiếp hơn 50 người trong tông thất.
Mấy hôm sau, có chiếu phong Tiêu Ngọc làm Lễ bộ thượng thư, Tiêu Dụ làm Thượng thư tả thừa, Ô Đạt làm Tư không, Tả thừa tướng kiêm Thị trung; Hoàn Nhan Tông Nghĩa, Ôn Đô Tư Trung là Bình chương chính sự, Lưu Lân là Thượng thư hữu thừa, Bộc Tán Hốt Thổ làm Điện tiền đô điểm kiểm. Tháng 5 ÂL năm 1150, Kim chủ Lượng phong Đại Thác Bốc Gia làm Hành thai thượng thư Hữu thừa tướng, Nguyên soái như trước.
Cũng trong năm này, Kim chủ Lượng tôn đích mẫu Đồ Đan thị cùng mẹ đẻ Đại thị đều làm hoàng thái hậu. Cung của Đồ Đan thị làm Vĩnh Thọ, gọi là Tây cung; còn Đại thị sống ở Đông cung (cung Vĩnh Ninh). Thấy Tả thừa tướng Ô Đạt trong một buổi mình ra triều trễ đã dẫn trăm quan ra về, Kim chủ tỏ ra không vừa lòng, bèn giáng Ô Đạt là Sùng Nghĩa quân tiết độ sứ. Lấy Ôn Đô Tự Trung làm Tả thừa tướng, Tiêu Dụ làm Bình chương chính sự]]... Theo đề nghị từ quần thần, ông tự xưng tôn hiệu là Pháp Thiên Ứng Vận Vũ Tuyên Văn Đại Minh Thánh Hiếu hoàng đế. Sau đó một lần trong cung có yến tiệc mẹ đẻ của Kim chủ Lượng là Đại thị quỳ dâng rượu cho Thái hoàng thái phi Tiêu thị (vợ Thái Tổ) nhưng Thái phi không để ý. Kim chủ tức giận, hạ lệnh giết Thái phi. Tháng 9 ÂL năm đó, Kim chủ Lượng quyết định lập Huệ phi Đồ Đan thị làm hoàng hậu, Thiếp là Đại thị, Tiêu thị, Da Luật thị đều được phong làm phi, tần.
Hoàn Nhan Lượng lại muốn giết chết người trong tông thất là Liêu vương Hoàn Nhan Xá Âm cùng con cháu cùng Bình chương chính sự Hoàn Nhan Tông Nghĩa, sai Sử Ước làm việc này, vu tội cho cha con Hoàn Nhan Cảo và Hoàn Nhan Tông An mưu phản, rồi giết Hoàn Nhan Cảo ở Biện Kinh, và giết cả nhà của Hoàn Nhan Tông Nghĩa, tông thất triều Kim bị tàn sát với số lượng vô cùng lớn. Cuối năm 1150, Kim chủ phong cho Đồ Đan Cung làm Bình chương chính sự, Trương Hạo làm Thượng thư hữu thừa; Đại Thác Bốc gia phong Thượng thư Hữu thừa tướng, Trung thư lệnh, Trương Trung Phu Tham tri chính sự...
Kim chủ Lượng còn có ý muốn diệt luôn vương triều Nam Tống ở phía nam Hoài Hà tiến tới thống nhất Trung Quốc. Để bắt đầu cho kế hoạch này, ông lần dời đô về phía nam để gây ảnh hưởng tới vùng Hà Nam và Thiểm Tây mới chiếm được từ triều Tống cuối thập niên 1130. Năm 1151, Kim chủ Lượng hạ chiếu chuẩn bị dời đô tới Yên Kinh, lệnh cho Thượng thư Hữu thừa Trương Hạo, Hữu thừa Thái Tùng điều dân phu từ các lộ xây dựng thành quách, cung thất ở Yên Kinh, quy mô y hệt như cố đô Biện Kinh của triều Bắc Tống, tốn khá nhiều tiền của; chỗ nào Kim chủ không vừa ý thì phá đi xây lại. Vào đầu năm 1153, Kim chủ dời đô đến Yên Kinh, hạ chiếu bố cáo trong ngoài về việc dời đô, đồng thời đổi niên hiệu là Trinh Nguyên, quan lại đều được thăng chức một đẳng. Lại đổi tên Yên Kinh là Trung Đô Đại Hưng phủ, Trung Kinh Đại Định phủ đổi là Bắc Kinh, Biện Kinh Khai Phong phủ đổi là Nam Kinh, còn Đông, Tây kinh vẫn là hai phủ Liêu Dương và Đại Đồng. Tước danh hiệu Thượng Kinh, đổi gọi nơi này là Hội Ninh phủ, Thái miếu gọi là cung Diễn Khánh thờ Thái Tổ, Thái Tông và Đức Tông thần chủ; sau đó xây Nguyên miếu ở phía đông thờ các đời tổ tiên của Thái Tổ. Sau đó Kim chủ Lượng phong cho Đồ Đan Cung làm Thái bảo, Lĩnh Tam tỉnh sự, Tiêu Dụ là Thượng thư Hữu thừa tướng kiêm Trung thư lệnh, Tả, Hữu thừa tướng Trương Thông Cổ và Trương Hạo làm Bình chương chính sự, Trương Trung Phu là Tả thừa, Túc Ngọc làm Hữu thừa, Lý Đức Cố làm Tư không, Lưu Ngạc làm Tham tri chính sự,...
Khi còn làm tể tướng, số thê thiếp của Hoàn Nhan Lượng chưa được tới con số 10. Vì thế sau khi lên ngôi, ông ra sức tìm kiếm mĩ nữ cho mình. Ông lại Đồ Đan Trinh nói với tể tướng Tiêu Dụ
Trẫm từ khi lên ngôi đến nay đã trị tội nhiều người. Nay muốn nạp hết thê thiếp của bọn chúng vào cung, được không?
Sau đó gợi ý Tiêu Dụ tấu thỉnh việc này giữa triều để có cớ mà thi hành. Tiêu Dụ bất đắc dĩ phải làm theo. Ban đầu là nạp con dâu của A Lỗ, con dâu của Hồ Lỗ, vợ của Hồ Thất Đả và vợ Giả Lý (em Bỉnh Đức). Vào mùa xuân năm 1152, quần thần nước Kim xin lập thái tử. Kim chủ nghe theo, lập hoàng tử Hoàn Nhan Quang Anh làm hoàng thái tử, bố cáo trong ngoài. Vợ của Sùng Nghĩa quân tiết độ sứ Ô Đạt là Đường Quát Định Ca trước kia đã tư thông với Kim chủ khiến Kim chủ nhớ tiếc khôn nguôi. Tháng 7 ÂL năm đó, Kim chủ ngầm ép buộc Đường Quát Định Ca giết chết Ô Đạt rồi nạp nàng vào cung phong làm quý phi. Đến năm 1153, ông lại tuyển thêm hơn 30 lương gia tử sung vào cung hầu hạ mình.
Đồ Đan thái hậu trước kia có việc bất mãn với Kim chủ Lượng. Nguyên là vào năm 1151, trong sinh nhật của Đồ Đan thái hậu thì Đại thái hậu đích thân quỳ dâng rượu chúc thọ bà. Khi đó Đồ Đan thái hậu mãi nói chuyện với khách nên chẳng để ý, Đại thái hậu thấy thế lại đứng dậy. Do vậy Kim chủ nghi Đồ Đan thái hậu cố tình làm thế, rất oán hận bà. Sau đó Kim chủ triệu các công chúa đã trò chuyện với thái hậu trong buổi lễ đến phạt mỗi người 10 trượng. Đại thái hậu thấy thế, đích thân đến can ngăn, Kim chủ không theo. Đồ Đan thái hậu biết việc cũng không vui; nên khi Kim chủ dời đô thái hậu không theo về Yên Kinh, vẫn ở phủ Hội Ninh. Tháng 4 ÂL năm 1153, mẹ đẻ Kim chủ là Đại thái hậu bệnh nặng, trước lúc mất yêu cầu Kim chủ đón thái hậu về, sau đó thì nhắm mắt xuôi tay. Ban đầu ông không nghe. Kim chủ vốn nghi ngờ người em là Cổn có danh tiếng, đến đó lại nghe được Cổn bàn về việc thiên mệnh, nên tức giậm, triệu Cổn vào kinh, không tra xét mà xử trảm tại chỗ. Sau đó Tả thừa tướng Ôn Đô Tư Cung xin trí sĩ, Kim chủ Lượng lại phong Xu mật sứ Hoàn Nhan Ngang là Tả thừa tướng, Đồ Đan Cung là Thái sư, Lĩnh tam tỉnh sự, không lâu sau ông này qua đời. Kim chủ lại lấy người thím của mình, tức vợ của A Lỗ Bố (Hoàn Nhan Tông Mẫn) là A Lại, phong làm Chiêu phi. Còn Đường Quát Định Ca trước nạp vào cung lại là một kẻ dâm đãng, khi sống với Ô Đạt đã tư thông với tên hầu trẻ; khi vào cung lại lén đưa hắn theo để tư thông. Việc bị phát giác, Kim chủ hạ lệnh cho Đường Quát Định Ca được tự tận. Vào năm 1154, Hữu thừa tướng nước Kim là Tiêu Dụ bị Kim chủ nghi ngờ vì chuyên quyền quá độ. Dụ vô cùng lo lắng, bèn cùng Tiêu Phùng Gia Nô, Tiêu Chiêu Chiết, Diêu Thiếu mưu phản, muốn lập cháu của cố Liêu chủ Da Luật Diên Hi làm đế, liên kết cả với Tây Bắc lộ chiêu thảp sứ Tiêu Hoài Trung. Hoài Trung không nghe, báo với Kim chủ. Kim chủ tức giận và ngạc nhiên vì Tiêu Dụ được mình tin tưởng bấy lâu lại mưu phản, bèn đích thân tra xét, Tiêu Dụ nhận tội và xin được chết. Kim chủ khóc lóc rồi đưa Dụ ra ngoài, giết chết cùng bọn loạn đảng. Tháng 2 ÂL năm đó, lấy Trương Hạo làm Thượng thư Hữu thừa tướng, Tiêu Ngọc Bình chương chính sự, Trương Huy làm Thượng thư Hữu thừa, Tiêu Hoài Trung là Xu mật phó sứ. Tháng 5 ÂL năm đó đến lượt A Lý Xuất Hổ cũng mưu phản, Kim chủ hạ lệnh giết luôn rồi hạ lệnh cho Truật Tư Lạt Thừa Truyền băm xác A Lý Xuất Hổ ngâm vào giấm. Không lâu sau Kim chủ giết tiếp người con của Ngột Truật là Quảng Ninh doãn, Hàn vương Hoàn Nhan Hanh. Lại phong cho Ôn Đô Tư Trung đã trí sĩ làm Thái sư, Lĩnh tam tỉnh sự, Bình chương chính sự Trương Thông Cổ làm Tư đồ, Bình chương chính sự như trước.
Kim chủ tiếp tục nạp thêm phi tần vào cung. Bất kể là cô dì cháu chắt miễn là có chút nhan sắc đều bị đưa vào hầu hạ Kim chủ. Kim chủ còn phong cho một số người chị em gái họ là phi: Con gái Tông Bổn là Quý phi, con gái Tông Vọng, cháu nội Tông Bàn làm Chiêu phi, con gái Tông Bật, Tông Bàn làm Thục phi... Kim chủ còn có thói quen mỗi khi lâm hạnh phi tần thì không cần trướng rủ màn che gì cả. Mỗi lần lâm hạnh thì cho nổi nhạc lên, triệu phi tần đến điện. Trên giường trải vải đệm, cho các phi tần cởi hết xiêm y, tất cả trần truồng nô đùa với nhau. Ông lại bảo người thân tín là Trương Trọng Kha giao hoan với các phi tần của mình để lấy hứng nhưng Trọng Kha không dám làm. Tuy nhiên Kim chủ đôi khi cũng nổi hứng ép Trọng Kha cùng các quan lại lõa lồ trước mặt mình (trừ Đô Đan Trinh). Mỗi khi thích một người nào đã có chồng thì Kim chủ lại sai người chồng mang theo gia quyến về kinh rồi bí mật bắt người vợ vào cung phục vụ mình, chẳng ai dám kêu ca gì. Lại nghe nói em Đường Quát Định Ca là Đường Quát Thạch Ca cũng xinh đẹp không kém người chị, nhưng đã lấy Bí thư giám Hoàn Nhan Văn, Kim chủ ép Văn hiến vợ vào cung, Văn không dám làm trái, Kim chủ phong Thạch Ca làm Mĩ phi. Lại giở trò tương tự ép Y Lý Bố nhường vợ cho mình. Nghe danh vợ của Tế Nam doãn Cát vương Hoàn Nhan Ô Lộc là Ô Lâm Đáp thị phong tư tài mạo tót vời cũng đem lòng ham muốn, buộc nàng phải vào cung. Ô Lâm Đáp thị nước mắt lưng tròng từ biệt Ô Lộc
Lần này thiếp không đi thì tính mệnh của vương khó bảo toàn. Dù có đi thiếp cũng sẽ không làm ô nhục danh tiếng của Đại vương.
Rồi rời khỏi Tế Nam. Người hộ tống biết Ô Lâm Đáp thị không muốn lấy Kim chủ, sẽ tìm cách tự tận nên phòng hộ rất kĩ. Nhưng khi đến cách Trung Đô 10 dặm thì nàng đã lấy trâm cài tóc tự sát. Kim chủ nghi ngờ Ô Lộc bảo nàng làm vậy rất bực, giáng Ô Lộc làm Tây Kinh lưu thủ

### Trị vì thời kì giữa (1155 - 1159)
Đầu năm 1155, Kim chủ Lượng phong cho Đại Thắc Bặc Gia làm Thái phó, Lĩnh tam tỉnh sự. Tháng 2 ÂL cùng năm, lấy tả thừa tướng Hoàn Nhan Ngang làm Thái úy, Xu mật sứ, hữu thừa tướng Trương Hạo làm Tả thừa tướng kiêm Thị trung, Bồ Tát Tư Cung làm Hữu thừa tướng kiêm Trung thư lệnh. Thượng thư tả thừa tướng Trương Trung Phu bị bãi chức, Hữu thừa Trương Huy được làm Bình chương chính sự, Lưu Ngạc được phong Tả thừa. Khi đó ở Từ châu có nhà sư Pháp Bảo ngông cuồng tự đại, mà hai thừa tướng Trương Hạo, Trương Huy cung phụng Pháp Bảo, tự đặt mình dưới ông mình. Tháng 3 ÂL năm đó, Kim chủ đem việc ra xét xử, đánh Pháp Bảo 200 roi và Hạo, Huy mỗi người 20 roi vì tội làm mất thể diện của đại thần. Tháng 9 ÂL cùng năm, Kim chủ Lượng nhớ lại lời di mệnh của mẹ đẻ Đại thị nên đích thân đến Sa Lưu hà nghênh đón Đồ Đan thái hậu về triều. Ông sai tả hữu cầm hai cây trượng, đích thân đến quỳ nhận tội với thái hậu
Lượng phạm tội bất hiếu, nay xin thái hậu trừng phạt.
Đồ Đan thái hậu hài lòng nói
Phàm dân chúng có con cái khắc gia cũng thương yêu, huồng hồ ta có đứa con như thế.
Rồi đồng ý theo về Trung Đô. Đồ Đan thái hậu được bố trí ở cung Thọ Khang. Cuối năm này Kim chủ tôn mẫu thân Đại thị là Từ Hiến hoàng hậu.
Năm 1156, vào dịp Tết nguyên đán, quần thần dâng tôn hiệu cho Kim chủ Lượng là Thánh Văn Thần Vũ hoàng đế. Trước đó từ tháng 9 ÂL năm 1155 Kim chủ du ngoạn săn bắn bên ngoài, không lên triều một lần nào. Mỗi khi quần thần có việc gấp cần tâu thì triệu Tả hữu ti lang trung tỉnh vào nội điện để trình bày. Đến đầu xuân năm 1156 ông mới lên triều và tiếp nhận tôn hiệu từ quần thần. Ông gia phong cho thái sư Ôn Đô Tư Trung lên làm Thượng thư lệnh, Thái úy và Hữu thừa tướng Bộc Tán Tư Cung làm Thái úy, Xu mật sứ, còn tả, hữu thừa là Lưu Ngạc và Tiêu Di bị bãi chức. Thái Tùng Niên được phong Thượng thư hữu thừa, Tiêu Ngọc làm Hữu thừa tướng, lại bãi chức Bình chương chính sự của Trương Huy và không cử người thay thế. Tháng 2 ÂL, Kim chủ cải niên hiệu thành Chính Long, đại xá thiên hạ. Ông ngự ở Tuyên Hoa môn nghênh Đức Phật, hạ lệnh ban cho các chùa 500 quyển kinh, 50 đoạn thải, 500 gian tiền. Ngày Tân Hợi tháng 5 ÂL, Tu dung An thị do tác loạn trong cung nên bị giết chết.
Đầu năm 1157, Kim chủ Lượng dùng Công bộ thị lang Hàn Tích làm Đồng tri Tuyên Huy viện sứ, Tích không bái tạ khiến Kim chủ tức giận, lệnh đánh 120 trượng và đoạt lại quan tước. Không lâu sau ông tuyên chiếu phế truất Kim Huy Tông Cảnh Tuyên hoàng đế Hoàn Nhan Tông Tuấn (phụ thân Kim Hi Tông) làm Liêu vương và cuối năm này thì bãi Thượng Kinh lưu thủ ti, lệnh Hội Ninh phủ hủy toàn bộ cung thất ở cố đô. Sang năm sau, ông phong cho Trương Huy làm Thượng thư tả thừa và Cao Triệu Hòa làm Xu mật phó sứ. Tháng 7 ÂL Kim chủ phong Hữu thừa tướng Trương Hạo làm Tư đồ và Thái Tùng Niên làm Hữu thừa tướng.
Trong những năm này, Kim chủ Lượng bắt đầu nghĩ tới việc thân chinh tiêu diệt các nước khác, thống nhất Trung Quốc và bán đảo Triều Tiên. Vào đầu năm 1158, ông bàn luận với đại thần Trương Trọng Kha về việc thiên hạ, Trọng Kha cho rằng hiện nay thiên hạ có tới 4 chủ (Kim, Tống, Tây Hạ và Cao Ly) nên không thể cho Kim chủ là vua cả Trung Quốc và bán đảo Triều Tiên được, sau đó khuyên ông nên phạt Tống. Kim chủ cảm thấy tự tin hơn, tuyên bố trước quần thần:
Trẫm cử quân diệt Tống, bất quá mất 2, 3 năm; sau đó sẽ chiếm nốt Cao Ly, Tây Hạ, thống nhất thiên hạ làm một nhà; rồi luận công thiên trật, ban thưởng tướng sĩ.
Từ đó Kim chủ quyết ý nam chinh. Trong một cuộc gặp với đại thần Ngụy Tử Bình, ông bày tỏ ý kiến này nhưng Tử Bình không chịu vì cho rằng phong thổ Giang Nam không thích hợp cho binh sĩ nước Kim nếu tiến sâu vào, Kim chủ không hài lòng. Trong năm này, con trai Kim chủ là Thẩn Tư A Bất qua đời, ông trở nên tức giận, cho giết thái y phó sứ Tạ Hữu Chánh cùng nhũ mẫu của hoàng tử. Ông lại triệu các đại thần Lý Thông, Địch Vĩnh Cố, Kính Tự Huy, Triệu Nhữ Gia bàn kế nam xâm. Thông và Tự Huy ủng hộ kế hoạch hai người kia không đồng tình. Năm 1158, sứ Tống Tôn Đạo Phu đi sứ triều Kim trở về báo cáo Kim chủ Lượng muốn tiến xuống phía nam, Tống triều không tin. Trong khi ở miền bắc, Kim chủ Lượng chuẩn bị cả việc dời đô đến Biện Kinh cho tiện việc nam xâm. Ông sai Tả thừa tướng Trương Hạo, Tham tri chính sự Kính Tự Huy xây dựng cung thất ở Biện. Trương Hạo cũng tỏ ra không mấy đồng tình với việc này nhưng bề ngoài vẫn nói với Kim chủ rằng trời đã muốn diệt Triệu thị, Kim chủ rất hài lòng. Việc xây cung thất này cực kì tốn kém, chi phí vận chuyển gỗ lên tới 2000 vạn, một xe phải dùng tới 500 người vận chuyển. Chi phí xây mỗi cung điện phải lên tới hàng vạn. Chỗ nào Kim chủ không vừa ý phải phá đi xây lại khiến dân chúng ta thán. Sang năm 1159, Kim chủ còn trùng tu thành quách ở Trung Kinh và xây chiến thuyền ở Thông châu, ngày một tiến gần với cuộc viễn chinh về phía nam. Ông nói với các tể tướng
Tống quốc tuy thần phục triều ta, đã có thệ ước (Hòa ước Thiệu Hưng) có bọn chúng không thành thật, lại chiêu binh mãi mã ở biên cương, chiêu nạp kẻ trốn tránh, không thể không phòng.
Rồi lại sai tuyển thêm lính tráng từ 20 đến 50 tuổi ở các lộ rồi bố trí ở Thượng Kinh, Đông Kinh, Bắc Kinh, Tây Kinh, lệnh gấp rút tuyển công nhân chế tạo vũ khí, đạn dược ở Yên Kinh, tạo thêm nhiều thuyền chiến, bắt công nhân làm việc bất kể ngày đêm, nhiều người bị chết. Lại bỏ quy định miễn lính cho người già cả bệnh tật hoặc con một phải nuôi cha mẹ già.... Cùng năm 1159, Thượng thư Tả thừa Trương Huy bị bãi, Đồ Đan Trinh được phong làm Xu mật phó sứ.
Trước kia Kim chủ cung phụng Đồ Đan thái hậu, tỏ ra rất hiếu thuận, ai cũng cho rằng Kim chủ là người chí hiếu. Nhưng lúc này việc chuẩn bị nam xâm của Kim chủ Lượng khiến Đồ Đan thái hậu không vừa lòng, nhiều lần can gián khiến Kim chủ càng lúc càng phẫn nộ. Đến cuối năm 1159, bên Kim sai Sử Nghi Sinh đi sứ triều Tống. Nghi Sinh vốn gốc người Phúc Kiến, coi triều Tống là tổ quốc của mình, nên ngấm ngầm tiết lộ ý định của Kim chủ Lượng cho Trương Đảo. Lúc đó Trần Khang Bá đang là Hữu thừa tướng vào báo việc, Tống Cao Tông không tin. Mãi đến lúc Trương Đảo vào tâu trình, Cao Tông mới lệnh điều động binh lực các nơi phòng bị và sai sứ sang Kim dò xét hư thực.

### Trị vì thời kì cuối và cái chết (1160 - 1161)
Năm 1160, bên Tống sai Diệp Nghĩa Vấn đi sứ triều Kim. Nghĩa Vấn về báo đúng là có việc chuẩn bị chiến tranh của Kim chủ Lượng. Tống Cao Tông mới cho bãi chức của Thang Tư Thoái (người chủ hòa) và chuẩn bị bố phòng ở Lưỡng Hoài, chuẩn bị nghênh địch. Sự việc tiết lộ bị phát giác, Kim chủ cho đánh Da Luật Dực Nam 100 roi vì tội đi sứ làm nhục quốc thể và phanh thây Sử Nghi Sinh. Trong năm này ở Kim, Trương Vượng, Từ Nguyên làm phản ở Đông Hải, Kim chủ sai Từ Văn, Trương Hoành Tín đem quân thảo phạt, đánh dẹp được. Cùng năm này Ôn Đô Tư Trung qua đời.
Kim chủ Lượng sai Lương Cầu, Tiêu Đức Ôn tuyển mộ lính tráng từ các bộ tộc Hề, Khiết Đan, không giới hạn bao nhiêu người; lại trưng binh ở mười một một, tạo vũ khí, quân dụng... Việc chuẩn bị ngày một khẩn trương. Đầu năm 1161, Kim chủ rời khỏi Trung Đô, chuẩn bị tới Biện Kinh, đến tháng 7 năm đó thì chính thức dời đô về Biện. Tháng 4 ÂL ông cử Xu mật sứ Cao Cảnh Sơn cùng Hữu tư viên ngoại lang Vương Toàn đi sứ nước Tống nhân tiết Thiên Trung. Trước lúc đi ông dặn hai người
Khi gặp Tống chủ, khanh trách cứ ông ta mua ngựa ở vùng biên, tụ tập binh lính là có ý khác. Nếu muốn hòa hảo phải cắt Hán, Hoài dâng cho Kim.
Nhưng triều đình nhà Tống lấy lý do Thiên Thủy quận công Triệu Hoàn (tức Tống Khâm Tông) đã qua đời mà hoãn việc thương thuyết và chuẩn bị việc bố phòng, sứ Kim hết cách phải quay về. Tống Cao Tông hạ lệnh bố trí phòng bị gồm có Ngô Lân giữ Xuyên Thiểm, Lưu Kĩ phòng bị khu vực Giang - Hoài; Thành Mẫn phòng ngự ở trung du Trường Giang và Lý Bảo làm Duyện Hải chế trí sứ, soái 120 cỗ hải thuyền theo đường biển bắc tiến, tập kích thủy quân Kim. Tháng 7 ÂL Kim chủ dời đô tới Biện, bố trí Đồ Đan thái hậu ở cung Ninh Đức. Thái hậu sai thị tì Cao Phúc Nương đến hỏi việc dời đô, Kim chủ lén lút quan hệ với Cao Phúc Nương và sai làm nội gián, dò xét động tĩnh của Đồ Đan thái hậu. Cao Phúc Nương ra sức gièm pha bôi bác, nói thái hậu có ý phế lập, do đó hiềm khích giữa hai cung ngày một lớn.
Trong lúc này người Liêu ở phía bắc làm phản, giết chết Táo Hợp, lập cố di tộc nước Kim làm Chiêu thảo sứ, liên kế với Hoàn Nhan Ốc Trắc và Mục Côn Quát Lý phản Kim, quân lên tới mấy vạn. Kim chủ Lượng sai Bộc Tán Hốt Thổ dẫn 10000 quân đánh dẹp. Trong lúc đó tại triều, Trương Hạo được phong thái sứ, Tiêu Ngọc làm Thượng thư Tả thừa tướng, Bạch Ngạn Cung làm Xu mật phó sứ, Đồ Đan Cung làm Ngự sử đại phu... Rồi Kim chủ lại lùng bắt giết nhiều người trong họ Da Luật (Hoàng thất nước Liêu) cùng con cháu triều Bắc Tống hơn 130 người. Tháng 8 ÂL, Kim chủ giết thái hậu là Đồ Đan thị.
Lúc Bộc Tán Hốt Thổ xuất quân đánh Khiết Đan đã tới triều yết thái hậu. Thái hậu tỏ vẻ không vui nói với Hốt Thổ:
Quốc gia khi trước đóng ở Thượng Kinh, rồi dời sang Trung Đô, nay lại dời tới Biện Kinh; rồi còn hưng binh áp sát Giang, Hoài phạt Tống. Ta thường khuyên can mà bệ hạ đâu có nghe. Bây giờ Khiết Đan làm phản rồi thì tính sao?
Cao Phúc Nương đem những lời ấy tâu với Kim chủ, có thêm thắt; khiến Kim chủ tức giận và sinh nghi. Lại nhớ tới việc Đồ Đan thái hậu nuôi dưỡng người anh cả của mình là Trịnh vương Hoàn Nhan Sung, nay Sung tuy đã chết nhưng vẫn để lại bốn đứa con đều đã đến tuổi trưởng thành, mới sinh nghi thái hậu có ý phế lập. Lập tức lấy bảo kiếm, lệnh Điểm kiểm Đại Hoài Trung
Sau khi tới cung gặp thái hậu, cứ nói có chiếu chỉ buộc bà ta quỳ xuống rồi lập tức lấy mạng, về báo tin.
Đại Hoài Trung nhất nhất làm theo, ép thái hậu quỳ nhận chiếu thư. Vừa lúc đó là Hổ Đặc Mạt và Bộc Nhi liên tiếp cầm đao chém tới tấp. Cao Phúc Nương lại lấy dây thắt cổ thái hậu rồi cùng Đại Hoài Trung trở về phục mệnh. Kim chủ cho đốt thi thể thái hậu ở cung trung, vứt xác thái hậu xuống nước, rồi hạ lệnh giết chết rất nhiều thị tì, hộ vệ trong cung Ninh Đức. Lại giết bốn đứa con của Trịnh vương Sung là Đàn Nô, A Lý Bạch, Nguyên Nô, Da Bổ Nhi Nhĩ Nặc; phong Cao Phúc Nương làm Vân Quốc phu nhân, hứa sau khi diệt Tống rồi sẽ nạp làm phi; còn chồng Phúc Nương là Đặc Mạt Ca làm Trạch châu thứ sử. Ông còn bảo với Đặc Mạt Ca
Không được nhân khi say rượu mà đánh Phúc Nương, nếu trái lệnh sẽ chết ngay lập tức.
Sau đó thì Hàn lâm học sĩ Hàn Nhữ Gia khuyên Kim chủ bãi binh nghị hòa, Kim chủ không vừa ý, ra lệnh giết chết Nhữ Gia. Lúc đó Bộc Tán Hốt Thổ thảo phạt Khiết Đan khiến người Liêu phải bỏ chạy. Kim chủ nghi ngờ Bộc Tán Hốt Thổ cầm quân ở ngoài sinh biến, mà Hốt Thổ lại là thân tín của Đồ Đan thái hậu; liền cho triệu về, giết luôn rồi tàn sát cả gia tộc. Kim chủ phân quân đội thành 32 quân, bố trí Đô tổng quản, Phó tổng quản, lệ thuộc Tả hữu lĩnh quân Đại đô đốc và bố trí Tuần sát sứ ở các quân. Lấy Hột Thạch Liệt Lương Bật làm Hữu Lĩnh quân đại đô đốc, Phú Lý Hồn làm phó, Đồ Đan Trinh làm Tả giám quân, Đồ Đan Vĩnh làm Hữu giám quân, đi theo Kim chủ từ Thọ Xuân tiến tới Hoài Nam. Tô Bảo Hành làm Chiết Đông đạo thủy đô thống chế, Trình Gia làm phó chỉ huy quân lính theo đường biển tiến thẳng Lâm An; Lưu Ngạc làm Hán Nam đạo hành doanh đô thống chế, Bộc Tán Ô Triết làm phó tiến quân từ Thái châu đánh Kinh Tương, Đồ Đan Hợp Hỉ làm Tây Thục đạo hành doanh đô thống chế, Trương Tông Ngạn làm phó, từ Phượng Tường đánh vào Đại Tản quan... cùng nhau xuất quân phạt Tống. Trước lúc ra đi, Kim chủ Lượng triệu chư tướng thiết yến chúc mừng thắng trận, rồi để hoàng hậu Đồ Đan thị, thái tử Hoàn Nhan Quang Anh ở lại kinh đô. Trương Hạo, Tiêu Ngọc, Kính Tự Huy lo việc trong nước còn mình đem theo rất nhiều phi tần lên đường. Tổng cộng lực lượng của Kim là 60 vạn, nhưng hô khống là 100 vạn.
Đồ Đan Hợp Hỉ nhanh chóng tiến vào Đại Tản quan, nhưng bị Ngô Lân cho quân tập kích nên lui về Phượng Tường, Ngô Lân thu hồi Tần châu. Nhưng ở mặt trận phía đông thì người Kim đắc thế. Mặc dù quân Tống đã đánh chiếm được Nghi châu, Hải châu nhưng do Kim chủ tự mình đốc thúc quân sĩ vượt sông khiến người Tống thua trận. Trong khoảng 1 tháng, quân Kim tiến đến Hòa Châu. Nghe tin, Lưu Kĩ đang bị bệnh cũng phải đưa quân từ Trấn Giang vượt sông tiến đến Dương Châu, phái binh lên bắc đến Bảo Ứng, Hu Dị, Hoài Âm, chuẩn bị phòng ngự Hoài Đông. Nhưng phụ trách Hoài Tây là Vương Quyền ở mãi Kiến Khang, dưới sự thúc giục của Lưu Kĩ, mới đi Hòa Châu; Lưu Kĩ lại nhiều lần hạ lệnh, mới đi Lư Châu. Đầu tháng 10 ÂL, Lưu Kĩ đến Hoài Âm, thì quân Kim theo đường Hoài Tây vượt sông Hoài. Vương Quyền không hề phòng bị, nghe tin lập tức bỏ Lư Châu chạy về Hòa Châu. Lưu Kĩ bất đắc dĩ lui về Dương Châu, trong khi quân Kim vượt Hoài Hà, áp sát Trường Giang. Triều đình nhà Tống hoảng sợ, Tống Cao Tông lại muốn chạy ra biển tránh địch, nhưng bị Trần Khang Bá phản đối. Giữa tháng 10, triều đình lấy Diệp Nghĩa Vấm và Ngu Doãn Văn đến Giang Hoài đốc thúc quân đội. Lúc này quân Kim đã chiếm Chân Châu, Vương Quyền từ Hòa Châu trốn về Thái Thạch. Tiếp đó Lưu Kĩ phải bỏ Dương Châu về Qua Châu. Quân Kim đánh tiếp Qua châu, Lưu Kĩ lại phải lui về Trấn Giang. Lúc này người Kim lần lượt chiếm được Lư châu, Trừ châu, Hòa châu, Tương Dương, Phàn Thành, Dương châu...áp sát Trường Giang, chuẩn bị vượt sông tiến thẳng Lâm An.
Trong khi quân Kim đang thắng thế ở miền nam thì ở miền bắc, một biến cố lớn đã xảy ra. Kim chủ Lượng vốn bị mất lòng người do quá tàn ác bạo ngược. Khi ông tiến quân về nam, các tướng Hoàn Nhan Phục Thọ, Hoàn Nhan Mưu Diễn cùng nhau ủng hộ Tào Quốc công, Đông Kinh lưu thủ Hoàn Nhan Ô Lộc. Ngày 7 tháng 10 ÂL, Ô Lộc chính thức đăng cơ ở Liêu Dương, tức là Kim Thế Tông, cải nguyên là Đại Định Kim chủ Ung sau đó đem quân đánh chiếm Yên Kinh, kể ra 16 tội lớn của Kim chủ Lượng, phế ông làm Hải Lăng vương.
Quân Kim chuẩn bị vượt Trường Giang ở Thái Thạch Kì. Bồ Lư Hồn ra sức can ngăn, Kim chủ không nghe. Thị vệ Lương Hán Thần thì tán đồng việc vượt sông ngay lập tức. Ngu Doãn Văn lập tức men sông bố trận. Quân Tống đều náu mình sau núi, Kim chủ nghĩ cho rằng Thái Thạch trống rỗng, đưa thủy quân Kim áp sát bờ nam, mới thấy đối phương bày trận để đợi, nhân dân Đương Đồ cổ vũ kéo dài mười mấy dặm không dứt. Lượng không còn cách nào khác, thúc quân tiến lên. Thủy quân Tống dùng phần lớn là thuyền lớn mà linh hoạt; trong khi thuyền của quân Kim nhỏ hơn, không sao địch nổi, bị đánh cho đại bại.
Lúc này nghe tin trong nước có nội biến, Kim chủ Lượng nói
Ta muốn sau khi diệt Tống thì cải nguyên là Đại Định, mà nay Ô Lộc lại dùng hai chữ đó, chẳng lẽ là ý trời.
Và muốn đưa quân trở về dẹp loạn, nhưng Lý Thông ra sức can ngăn và khuyến khích ông để các quân sĩ vượt sông, phá hết thuyền bè để dẹp đi ý định quay về của chúng. Kim chủ nghe theo, hôm sau lại cho tiến quân. Ngu Doãn Văn lại phái Tân Thịnh soái thủy quân chủ động tiến đánh Dương Lâm Khẩu ở bờ bắc Trường Giang. Về phần Kim chủ Lượng, ông nghĩ rằng quân Tống vừa thắng trận sẽ cho rằng quân Kim không dám đánh tiếp, nên có thể nhanh chóng vượt sông. Ai ngờ khi thuyền quân Kim rời khỏi bến, bị nỏ cứng của quân Tống bắn rát, lại bị pháo Tích lịch oanh kích, mất hơn 300 cỗ, một lần nữa chịu đại bại. Kim chủ phải cho lui quân về Hòa châu rồi Dương châu, lệnh giết chết Lương Hán Thần. Trong lúc này, Dương Tồn Trung giữ Trấn Giang cùng Ngu Doãn Văn duyệt binh trên Lâm Giang. Quân của Kim chủ Lượng vừa tới Qua châu, thấy thế cũng muốn vượt sông một lần nữa. Có viên tướng tâu rằng không nên, Kim chủ tức giận phạt vị tướng đó 50 trương rồi hạ lệnh cho quân sĩ nội trong ba ngày phải vượt sông, ai chậm trễ thì bị chém, lòng quân dao động. Kiêu kị Cao Tăng cùng thuộc hạ bỏ trốn, Kim chủ Lượng cho bắt chém rồi quy định quân sĩ trốn thì đầu mục chịu tội, đầu mục trốn thì tổng quản chịu tội. Thuyền bè được tập kết ở Qua châu để binh sĩ chuẩn bị vượt sông. Đến lúc này thì trong quân sinh biến. Chiết Tây đạo binh mã đô thống chế Da Luật Nguyên Nghi triệu tập chư tướng, bàn kế làm phản. Nguyên Nghi nói
Hiện nay tân thiên tử đăng cơ ở Liêu Dương, chi bằng ta cùng nhau mưu tính việc lớn rồi đưa quân về bắc, tội gì phải chết ở Giang Nam này.
Chư quân đều đồng lòng. Ngày 15 tháng 12 (tức Ất Mùi 11 ÂL), Da Luật Nguyên Nghi cùng với Đồ Đan Thủ Thố, Đường Cổ Ô Hiệt tấn công ngự doanh của Kim chủ Lượng. Kim chủ thấy tiếng huyên náo, nghĩ quân Tống tới tấn công nên nói với Đại Khánh Sơn triệu tập binh sĩ bàn kế chống địch. Đại Khánh Sơn vừa đi thì có mũi tên bắn vào quân trại. Kim chủ nhìn thấy mũi tên của quân mình mới hay là có nội biến. Loạn binh tiến vào bên trong, dùng dây xích thắt cổ Kim chủ Lượng. Kiêu kị chỉ huy sứ Đại Bàn muốn đem quân cứu nhưng cũng thất bại. Da Luật Nguyên Nghi cho giết bọn Lý Thông, Đồ Đan Vĩnh Niên, Quách An Quốc và Đại Khánh Sơn rồi đưa quân về Biện Kinh giết thái tử Quang Anh, sai sứ nghị hòa với triều Tống nhưng không được. Ngôi hoàng đế nước Kim thuộc về Kim Thế Tông Hoàn Nhan Ung.
Kim chủ Lượng ở ngôi 12 năm, thọ 40 tuổi. Da Luật Nguyên Nghi cho đốt xác của ông thành than. Về sau Kim chủ Ung cho mai táng Kim chủ Lượng ở Lộc Môn Cốc, Đại Phong Sơn là nơi chôn cất các thân vương triều Kim. Năm 1181 ông bị phế làm thứ nhân, cải táng cách sơn lăng 40 dặm.

## Đánh giá
Hoàn Nhan Lượng ở ngôi hơn 10 năm, làm nhiều việc ác. Trước hết là giết vua cướp ngôi, sát hại đại thần, đại nghịch giết mẹ, giết người rồi cướp vợ người, tam cương đều bị ông vi phạm. Lại tàn ác tiêu diệt tông tộc thân thích, lâm hạnh bất kể quan hệ máu mủ, bị hậu thế xưng là hôn quân vô đạo.

## Gia quyến
- Cha: Hoàn Nhan Tông Cán, còn gọi là Cán Bản (Kim Đức Tông)
- Đích mẫu: Đồ Đan thị (徒单氏; 1109 - 1161) , chính phi của Tông Cán , con gái Đồ Đan Bồ Đái (徒单蒲带). Hoàn Nhan Lượng đăng cơ , tôn vị Hoàng thái hậu , bị thị tỳ Cao Phúc Nương giết chết. Kim Thế Tông truy phong Ai Hoàng hậu (哀皇后) , sau lại giáng làm Liêu vương phi (辽王妃).
- Sinh mẫu: Đại thị (大氏; ? - 1153) , thứ phi của Tông Cán , sinh hai con trai và hai con gái[17]. Hoàn Nhan Lượng đăng cơ , tôn vị Hoàng thái hậu , qua đời truy phong Từ Hiến Hoàng hậu (慈憲皇后) , sau bị Thế Tông giáng làm Hải Lăng Thái phi (海陵太妃) rồi Liêu vương Phu nhân (遼王夫人).
- Thứ mẫu :

1. Lý thị (李氏) , Hoàn Nhan Lượng tôn vị Thuận phi (顺妃) , sau Thế Tông giáng làm Liêu vương Phu nhân (辽王夫人).
2. Tiêu thị (萧氏) , Hoàn Nhan Lượng tôn vị Ninh phi (宁妃) , sau Thế Tông giáng làm Liêu vương Phu nhân (辽王夫人).
3. Đồ Đan thị (徒单氏) , Hoàn Nhan Lượng tôn vị Văn phi (文妃) , sau Thế Tông giáng làm Liêu vương Phu nhân (辽王夫人).

- Huynh đệ :

1. Hoàn Nhan Sung (完顏充; ? - 1149) , tên thật Thần Thổ Muộn (神土懑) , mẹ là Lý thị. Từng nhậm Quang lộ đại phu , sau giữ chức Thái thú Biện Kinh , được phong tước Truy quốc công (淄国公) rồi Đại vương (代王) , qua đời truy phong Trịnh vương (郑王). Có một con trai là Hoàn Nhan Vĩnh Nguyên (完颜永元).
2. Hoàn Nhan Duyện (完顏兗; ? - 1153) , tên thật Ngô Đồng (梧桐) , mẹ không rõ. Nhậm chức đến Thái úy , đứng đầu Cơ mật viện , từng đi sứ đến Nam Tống , khi mất truy phong tước Vương. [18]
3. Hoàn Nhan Vĩnh Khánh (完颜永庆) , mẹ là Đại thị. Từng nhậm Phụ quốc Tướng quân rồi Tư đồ , sau truy phong Vệ vương (卫王). Có một con trai là Hoàn Nhan Hòa Thượng (完颜和尚) bị xử tử do mưu loạn dưới thời Thế Tông.
4. Hoàn Nhan Cổn (完顏袞; 1122 - 1153) , mẹ không rõ. Từng nhậm Lễ bộ Thượng thư rồi Thái thú Tây Kinh (nay thuộc Đại Đồng). Cùng Hoàn Nhan Lượng bất hòa thuận , sau bị chính anh ruột xử tử. [19]

- Tỷ muội :

1. Hoàn Nhan Địch Bát (完顏迪缽) , phong Liêu quốc Trưởng Công chúa (遼國長公主) , lấy Bồ Sát Á Hổ Điệt (蒲察阿虎迭) . Sau khi qua đời , Á Hổ Điệt lần lượt lấy hai đường muội Thôi Ca và Lượng Thư của công chúa làm kế thất.
2. Hoàn Nhan Thôi Ca (完顏崔哥) , phong Đằng quốc Trưởng Công chúa (鄧國長公主).
3. Hoàn Nhan Lượng Thư (完顏亮姐) , phong Khánh Nghi Công chúa (慶宜公主) , sinh một con trai là Việt quốc công Bồ Sát Đỉnh Thọ (蒲察鼎寿) kết hôn với Trịnh quốc Công chúa (con gái Kim Hi Tông) sinh ra Khâm Hoài Hoàng hậu , chính cung của Kim Chương Tông ; một con gái là Bồ Sát Xoa Cát.
4. Hoàn Nhan thị (? - 1182) , mẹ là Đại thị , phong Bình Dương Trưởng Công chúa (平阳长公主) , lấy Nghiễm Bình Quận vương Đồ Đan Trinh (徒单贞). Thế Tông tức vị , giáng làm Vĩnh Bình Huyện chúa (永平县主). Có với phò mã một con gái gả cho Hoàn Nhan Doãn Cung , sinh ra Kim Chương Tông. Năm 1182 , Đồ Đan Trinh do tham gia vào vụ mưu sát Kim Hy Tông nên bị xử tử , Huyện chúa chịu liên lụy nên cũng bị giết. Chương Tông lên ngôi , truy phong ngoại tổ mẫu làm Lương quốc Công chúa (梁国公主).
5. Hoàn Nhan thị , được phong Gia Tường Huyện chúa (嘉祥县主) , lấy Đồ Đan Khắc Trữ (徒单克宁).

- Hậu phi
  - Đồ Đan Hoàng hậu (徒單皇后; ? - 1170) , con gái Thái sư Đồ Đan Cung (徒单恭). Nguyên phối thê tử , xưng Đệ nhất Nương tử (第一娘子) , ban đầu phong Huệ phi (惠妃) sau thăng vị Hoàng hậu , sinh ngày 21 tháng 11. Hoàn Nhan Lượng bị giết , được Kim Thế Tông đưa về nhà mẹ ở Thượng Kinh.
  - Đại Nguyên phi (大元妃) , người Bột Hải , con gái Lương quốc công Đại Diệp (大㚖). Trắc phối đầu tiên , xưng Đệ nhị Nương tử (第二娘子) , được Hoàn Nhan Lượng sủng ái , sơ phong Quý phi (贵妃) , dần thăng Huệ phi (惠妃) , Xu phi (姝妃) rồi Nguyên phi (元妃) , sinh một con trai.
  - Nguyên phi Nại Lại Hốt (奈剌忽) , vốn là vợ của Trương Định An (张定安) - em họ bên ngoại của Đại Nguyên phi , nhập cung được phong Nguyên phi (元妃).
  - Quý phi Đường Quát Định Ca (唐括定哥; ? - 1154) , ban đầu là vợ của Từ vương Hoàn Nhan Ô Đái (完颜乌带). Tư thông với Hoàn Nhan Lượng ,  hạ độc giết chết Từ vương , được đưa vào cung , năm 1153 phong Quý phi (贵妃) , không lâu sau thì thất sủng. Có quan hệ đồng tính luyến ái với cung nữ Diêm Khất Nhi (阎乞儿) , khi sự việc bại lộ thì bị xử tử.
  - Quý phi Hoàn Nhan Toa Lý Cổ Chân (完顏莎里古真) , con gái Lộ vương Hoàn Nhan Tông Bản (完顏宗本) , từng được phong Hỗn Đồng Quận quân (混同郡君) , vốn là vợ của Tát Tốc (撒速) , được Hoàn Nhan Lượng sủng ái , sau thăng Thọ Dương Huyện chúa (寿阳县主) rồi Quý phi (贵妃).
  - Quý phi Hoàn Nhan Dư Đô (完顏餘都) , chị gái Quý phi Toa Lý Cổ Chân , từng được phong Thọ Dương Huyện chúa (寿阳县主) , vốn là vợ của Tùng Cổ Lạt (松古剌) , cùng chị được Hoàn Nhan Lượng sủng ái , được phong Quý phi (贵妃).
  - Tiêu Thần phi (蕭宸妃) , trắc phối thứ hai , xưng Đệ tam Nương tử (第三娘子) , sơ phong Chiêu dung (昭容) , sau thăng Thục phi (淑妃) rồi Thần phi (宸妃).
  - Gia Luật Lệ phi (耶律麗妃) , trắc phối thứ ba , cũng được xưng Đệ tam Nương tử (第三娘子) , sơ phong Tu dung (修容) , sau thăng Chiêu viên (昭媛) , Chiêu nghi (昭仪) rồi Lệ phi (麗妃).
  - Lệ phi Đường Quát Thạch Ca (唐括石哥) , vốn là vợ của Bí thư giám Hoàn Nhan Văn (完颜文) - con trai Oát Li Bất , em gái Định Ca. Sau khi anh trai của Hoàn Nhan Văn bị giết , được Hoàn Nhan Lượng đưa vào cung , rất được sủng hạnh. Sơ phong Tu dung (修容) , sau thăng Chiêu nghi (昭仪) , Nhu phi (柔妃) rồi Lệ phi (丽妃) , sinh một con trai.
  - Thục phi Hoàn Nhan Bồ Lạt (完顏蒲剌) , con gái Ngột Truật , từng được phong Tĩnh Nhạc Huyện chúa (静乐县主) , sau lại thăng làm Thọ Khang Công chúa (寿康公主). Bị ép tái giá với Hoàn Nhan Lượng , phong Thục phi (淑妃).
  - Thục phi Hoàn Nhan Sư Cô Nhi (完颜师姑儿) , con gái của Yên vương Hoàn Nhan Tông Tuyển (完顏宗雋) và hoàng nữ nhà Tống là Trữ Phúc Đế cơ Triệu Xuyến Châu (赵串珠; 1114 - ?) , con gái Tống Huy Tông. Nhập cung được phong Thục phi (淑妃).
  - Chiêu phi Bồ Sát thị (蒲察妃; ? - 1160) , tự A Lý Hổ (阿里虎) , con gái Phò mã Đô úy Nhất Lí Dã (没里野) , ban đầu là kế thất của Cát vương Bồ Sát Á Hổ Điệt (完颜阿虎迭) , sinh Hoàn Nhan Trọng Tiết. Á Hổ Điệt qua đời , ban đầu quay về nhà mẹ , sau được Hoàn Nhan Lượng đưa vào hậu cung , sơ phong Hiền phi (賢妃) , sau lại thăng Chiêu phi (昭妃). Thích uống rượu , có quan hệ đồng tính luyến ái với cung nữ Thắng Ca (胜哥) , khi sự việc bại lộ thì xử tử.
  - Chiêu phi Hoàn Nhan Thập Cổ (完顏什古) , con gái Oát Li Bất , từng được phong Thọ Ninh Huyện chúa (寿宁县主). , sau lại thăng làm Chiêu Ninh Công chúa (昭宁公主). Nhập cung được phong Chiêu phi (昭妃).
  - Chiêu phi Hoàn Nhan Trọng Tiết (完顏重節) , con gái của Cát vương Bồ Sát Á Hổ Điệt (蒲察阿虎迭) và kế phi Bồ Sát thị (sau là Chiêu phi của Hoàn Nhan Lượng) , sau được Hoàn Nhan Lượng sủng hạnh , sơ phong Bồng Lai Huyện chúa (蓬莱县主) , sau thăng Phu nhân (夫人) rồi Chiêu phi (昭妃).
  - Chiêu phi A Lãn (阿懶) , vốn là thiếp của Tào vương Hoàn Nhan Tông Mẫn (完顏宗敏). Tông Mẫn bị xử tử , Hoàn Nhan Lượng đưa A Lãn vào cung , phong Chiêu phi (昭妃) , sau do quần thần phản đối nên được xuất cung.
  - Tu nghi Cao thị (高修仪) , con gái Phụ quốc Tướng quân Cao Gia Lỗ Ngõa (高耶鲁瓦) và Mật quốc phu nhân Hoàn Nhan thị (完颜氏). Cao thị nguyên là vợ của tông thất Hoàn Nhan Củ Lý (完颜糺里). Anh trai Củ Lý là Tiêu vương Hoàn Nhan Bỉnh Đức (完颜秉德) bị xử tử , không lâu sau cũng qua đời , Cao thị được đưa vào cung , phong Tu nghi (修仪).
  - Thứ phi Nam thị (南氏) , vốn là thị nữ của Đại Nguyên phi , sau được Hoàn Nhan Lượng sủng hạnh , sinh hạ hoàng tử nên được phong Tài nhân (才人).
  - Thứ phi Bồ Sát Xoa Cát (蒲察叉察; ? - 1161) , con gái Cát vương Bồ Sát Á Hổ Điệt (蒲察阿虎迭) và Khánh Nghi Công chúa Hoàn Nhan Lượng Thư (完顏亮姐) - con gái của Oát Bản , xét theo vai vế là cháu gái , ban đầu lấy Đặc Lí (特里). Đặc Lí và gia tộc bị Hoàn Nhan Lượng xử tử , Xoa Cát ban đầu được đưa vào cung , sau tái giá với Ất Thứ Bổ (乙刺补) - em trai người chồng trước của Cao tu nghi , sau lại tư thông với Hoàn Nhan Thủ Thành (完颜守诚) , sau cùng nhân tình bị Hoàn Nhan Lượng xử tử.
  - Thứ phi Hoàn Nhan Tập Niệp (完顏习捻) , em gái Thục phi Bồ Lạt , vốn là vợ của Sảo Hát Ấp (稍喝押).
  - Thứ phi Hoàn Nhan thị , em gái Thục phi Bồ Lạt , được phong Vĩnh An Huyện chúa (永安县主) , vốn là vợ của Tấn Nguyên Quận vương Hột Thạch Liệt Chí Ninh (纥石烈志宁).
  - Thứ phi Quý Ca (贵哥) , vốn là thị nữ của Quý phi Đường Quát thị , sau vì khai báo chuyện tư thông mà được phong làm Tân quốc phu nhân (莘国夫人).
  - Thứ phi Cao Phúc Nương (高福娘) , vốn là thị nữ của Đồ Đan thái hậu , vợ của Đặc Mạt Ca (特末哥) , được phong Vân quốc phu nhân (云国夫人) , bị Thế Tông ra lệnh xử tử.
- Con cái :
  - Hoàng tử :
    1. Trưởng tử Hoàn Nhan Nguyên Thọ (完颜元寿; 1140 - 1151) , mẹ là Đại Nguyên phi , được phong Sùng vương (崇王) , chết trẻ.
    2. Thái tử Hoàn Nhan Quang Anh (完顏光英; 1150 - 1161) , tự A Lỗ Bổ (阿鲁补) , mẹ là Hoàng hậu Đồ Đan thị , bị tướng Ngoa Lý Dã (讹里也) xử tử tại Biện Kinh.
    3. Tam tử Hoàn Nhan Thẩn Tư A Bất (完顏矧思阿補; 1156 - 1158) , mẹ là Lệ phi Đường Quát thị. Chết yểu năm ba tuổi , truy phong Túc vương (宿王).
    4. Tứ tử Hoàn Nhan Quảng Dương (完颜广阳; 1157 - 1159) , mẹ là Tài nhân Nam thị. Năm 1159 được phong Đằng vương (滕王) , qua đời cùng năm đó.

  - Công chúa :
    1. Trưởng nữ Hoàn Nhan Hợp Nữ (完颜合女) , được phong Vinh quốc Công chúa (荣国公主) , lấy Đồ Đan Thuật Tư Lạt (徒单术斯剌) - con trai Thái thú Đông Kinh A Lý Xuất Hổ (阿里出虎). A Lý Xuất Hổ bị xử tử , phò mã Thuật Tư Lạt cũng bị thiêu chết.
    2. Nhị nữ , lấy con trai của Ngô quốc công Tiêu Ngọc (萧玉).
    3. Tam nữ , lấy Ô Cổ Luận Nghị (乌古论谊) - con trai Lỗ quốc Đại Trưởng Công chúa Hoàn Nhan thị - đích nữ của Kim Thế Tông.

## Câu nói
| “                 | Đời ta có ba việc lớn. Một là quốc gia đại sự, tất thảy đều do ta tự quyết. Hai là cầm quân chinh chiến nơi xa. Ba là thành thân với những mỹ nữ nhan sắc tuyệt đỉnh trong thiên hạ | ” |
| — Hoàn Nhan Lượng | |   |